# Roupen Zartarian
Roupen Zartarian (en arménien : Ռուբէն Զարդարեան), né en 1874 à Tigranakert (Diyarbakır) et mort le 16 août 1915 à Diyarbakır, est un intellectuel et un écrivain arménien. Il est l'un des intellectuels victimes de la rafle des intellectuels arméniens du 24 avril 1915 à Constantinople.